# Tres Bisbats
Els Tres Bisbats (en francès, Trois-Évêchés) és una regió històrica de l'època de l'antic règim francès format per les ciutats imperials lliures de Metz, Toul i Verdun i pels territoris dependents de les seves diòcesis; i que tenia coma capital a la ciutat de Metz. Actualment es trobarien a la Lorena, excepte alguns punts que tocarien la Xampanya i el Luxemburg francès.

Mapa dels Tres Bisbats l'any 1756, superposant-hi els municipis actuals

Pertanyents al Sacre Imperi Germànic, a la província eclesiàstica de Trèveris, van ser ocupats en 1552 pel rei Enric II de França i van passar al seu domini, en forma de protectorat i com a països d'imposició, pel tractat de Chambord. En 1648 van ser annexionats a França pel Tractat de Westfàlia i en 1790, en reorganitzar-se l'Estat francès després de la revolució, van desaparèixer definitivament, dissolent-se en les actuals províncies.
Tenien uns usatges propis i, des de 1633, un parlament de l'antic règim (una mena de cort legislativa i de justícia) que, a diferència de les altres d'aquest règim, es renovava cada sis mesos.